# Illinoia masoni
Illinoia masoni är en insektsart som först beskrevs av Frank Hall Knowlton 1928.  Illinoia masoni ingår i släktet Illinoia och familjen långrörsbladlöss. Inga underarter finns listade i Catalogue of Life.